# George Cavendish-Bentinck

Lord George Bentinck

Lord William George Frederick Cavendish-Scott-Bentinck (* 27. Februar 1802; † 21. September 1848) war ein britischer Politiker.

## Leben
Lord George Bentinck war der zweite überlebende Sohn von William Cavendish-Scott-Bentinck, 4. Duke of Portland (1768–1854), und ein Neffe des Generals Lord William Cavendish-Bentinck. Er stieg in der britischen Armee bis zum Major auf, ging dann in den Zivildienst über und wurde Privatsekretär Cannings und ab 1828 Mitglied des House of Commons für Lyme Regis, das er bis zu seinem Tod 20 Jahre lang vertrat.
15 Jahre blieb er fast unbeachtet, bis er sich aus Groll gegen Arthur Wellesley, 1. Duke of Wellington, und Sir Robert Peel, denen er die seinem Onkel Canning bewiesene Feindschaft nicht verzeihen konnte, mit Disraeli an die Spitze der so genannten Protektionistenpartei stellte. Doch unterstützte er, im Widerspruch mit den Hochtories, die Katholikenemanzipation und die Reformbill, sprach auch für die Emanzipation der Juden sowie für die Besoldung der katholischen Geistlichkeit in Irland durch den Staat.
Bentinck war ein gewandter Redner, zugleich ein echter Sportsman. 1838 gewann sein Pferd Grey Momus das 2000 Guineas. Er starb plötzlich am 21. September 1848. Er blieb unverheiratet und kinderlos. Ihm wurde 1851 auf dem Cavendish Square ein Denkmal errichtet. Sein Leben beschrieb Benjamin Disraeli (1852).